# Station Chrzęsne
Station Chrzęsne is een spoorwegstation in de Poolse plaats Chrzęsne.